# Турчин, Валентин Фёдорович
Валентин Фёдорович Турчин (14 февраля 1931, г. Подольск, Московская область — 7 апреля 2010, Нью-Йорк) — советский и американский физик и кибернетик, создатель языка Рефал и новых направлений в программировании и информатике, участник правозащитного движения в СССР, автор «самиздата», председатель Советской секции «Международной амнистии». С 1977 года работал в Университете Нью-Йорка.
Отец П. В. Турчина.

## Биография
Корнями из города Василькова под Киевом.
Его отец Федор Васильевич был биологом и почвоведом, учеником Прянишникова; мать была греческого происхождения.
Окончил физический факультет МГУ и с 1953 по 1964 работал в Обнинске в Физико-энергетическом институте, где изучал рассеяние медленных нейтронов в жидкостях и твёрдых телах и защитил докторскую диссертацию (1957), выпустил монографию «Медленные нейтроны». В 33 года он уже был известным физиком-теоретиком с большими перспективами. Играл в КВН, в 1963 году в знаменитом матче Обнинск — Дубна был капитаном команды.
В 1964 оставляет физику, переходит в Институт прикладной математики АН СССР и посвящает свою деятельность информатике. (Валерий Нозик замечал: «Вернуться в Москву из Обнинска это непростая вещь. Он сам мог вернуться на том основании, что он москвич и отправился в Обнинск по распределению из МГУ. Он имел право сам вернуться в Москву и жить в ней, если бы не был женат. Роль Келдыша заключалась в том, что женатому Турчину снова разрешили прописку в Москве».) Турчин создаёт новый язык программирования — Рефал, на котором удобно описываются алгоритмические языки, трансляторы, символьные математические преобразования и многое другое.
В математике он сконструировал новые кибернетические основания, а в программировании и информатике (кроме создания языка Рефал) заложил основы метавычислений, предложив качественно новый метод преобразования и оптимизации программ — суперкомпиляцию.
В 1972 году перешел на работу в ЦНИПИАСС, откуда будет уволен в 1974 году. Останется без работы и из-за диссидентства преследуется КГБ. В 1977 году будет вынужден покинуть СССР (см. о чем далее).

### Литературная деятельность
Написал и опубликовал ряд книг, учебников и сборников, часть из них в «самиздате», также как редактор: «Физики шутят» (вышла стотысячным тиражом), «Физики продолжают шутить» (тираж — 300 тысяч), «Феномен науки. Кибернетический подход к эволюции», «Инерция страха. Социализм и тоталитаризм», «Кибернетический манифест» (в соавторстве с Клиффом Джослином) и т. п.
В начале 1960-х годов написал пьесы-комедии «Господин Куб» и «Защита диссертации», которые были поставлены в Обнинске на сцене Дома культуры Физико-энергетического института. Действие пьесы «Защита диссертации» проходит в Научно-исследовательском институте брёвен и сучков (НИИБС) и имитирует защиту диссертации на соискание учёной степени кандидата бревнологических наук по теме «Качение бревна по наклонной плоскости с учётом сучковатости». Текст пьесы в мельчайших подробностях воспроизводит протокол реальных диссертационных защит, так что у зрителя (читателя) остаётся впечатление, что такая или аналогичная диссертация действительно могла бы быть защищена, несмотря на очевидную абсурдность как самой темы, так и реплик в ходе её обсуждения. Термины «бревнология» и «бревнолог» (обычно в шутку) используются в научных кругах для обозначения бессмысленных псевдоисследовательских работ, проводимых исключительно с целью достижения формальных целей, таких как количество публикаций, получение учёной степени.
В 1968 году написал брошюру «Инерция страха», в которой доказывал, что «инерция страха», которая сохранилась после смерти Сталина, мешает построению настоящего коммунистического общества, подчеркивая, что сложные системы, такие как советская экономика, нуждаются в свободе создания, распространения и анализа информации. Он сначала отправил статью в журнал «Коммунист», а после того как там ему отказали в публикации, распространил «Инерцию страха» как самиздат.
В 1970 году Турчин вместе с Андреем Сахаровым и Роем Медведевым написал открытое письмо руководителям СССР о необходимости демократизации и интеллектуальной свободы для успеха научно-технического прогресса. Инициатива написания этого письма принадлежала именно Турчину.
Близким приятелем Турчина являлся Жорес Медведев.

### Общественная и правозащитная деятельности
Как излагает в своих мемуарах Михаил Агурский:

Валю Турчина, соавтора Сахарова, к тому времени уже выжили от Келдыша. Он работал заведующим лабораторией в институте, занимавшимся компьютеризацией строительства. Турчин никогда не хотел быть воином на передовой. Но во время кампании против Сахарова вступил в действие его категорический императив. После недолгих колебаний он решил первым выступить в защиту Андрея Дмитриевича. Когда он написал свое заявление, я связался по телефону с Бобом (журналистом "Вашингтон пост" Робертом Кайзером - прим.) и передал его обращение. На следующий день радиоголоса на всех языках передали краткое содержание его заявления. Мы сидели с приемником в роще и слушали, как передают его имя.
- И у диссидентов есть свои радости, - философски заметил Валя.
В апреле 1974 года становится председателем московского отделения Amnesty International — группы «Международная амнистия», выступающей в защиту узников совести во всех странах независимо от их политической системы. Писал статьи в подпольную «Хронику текущих событий».
В. Ф. Турчину с семьёй советская власть в лице ОВИР не разрешила поездки в США по приглашению на работы. Взамен ему было предложено разрешение на эмиграцию в Израиль (без желания с его стороны). Для того чтобы выехать из СССР, он вынужден был согласиться, но, подождав около полугода в Вене приглашения Университета Нью-Йорка (США), выехал туда.

### Возникший в связи с эмиграцией анекдот
В научных и околонаучных кругах ходил анекдот: Теперь в эмиграции Турчин издаст третий том: «Физик дошутился». С 1978 года на протяжении полутора лет работал в Курантовском институте в г. Нью-Йорке. Затем до выхода на пенсию в 1999 состоял профессором Городского университета г. Нью-Йорка.
С марта 1989 года вновь сможет наведываться в Москву.
Семья: супруга Татьяна Ивановна, двое сыновей.

### Философия
Как излагает ученик Турчина Аркадий Климов: 
В кибернетической философии Турчина описывается и исследуется феномен целенаправленной деятельности, и в частности, феномен научного творчества человека. То есть, в этой философии должно быть место и для понимания собственного творчества, его сущности и целей. Такой смысл Турчин выводил из осознания смертности человеческого существа (и себя в частности): как протест против этой смертности. Из этого возникает стремление к творческому бессмертию, суть которого, по Турчину, как мне кажется — во внесении конструктивного вклада в космическую эволюцию, вершиной которой на данном этапе и является прогресс науки. Он подчеркивает необходимость именно конструктивного вклада, ибо только тот вклад, который согласуется с направлением качественного развития, а не действует наперекор ему, имеет шанс закрепиться и остаться в веках. И постольку, поскольку данная философия обсуждает вопросы (и дает свои ответы на них!) смертности и бессмертия, она может претендовать (в том числе) на место в мировоззрении человека, которое традиционно занимают религии».
 Также см.

### Увлечения
- Физики продолжают шутить: Сборник переводов / Составители-переводчики: Ю. Конобеев, В. Павлинчук, Н. Работнов, В. Турчин. — М.: Издательство «Мир», 1968.

## Ученики
- Абрамов, Сергей Михайлович